# Галисийцы на Кубе

Галисийский центр в Гаване

Галисийцы на Кубе насчитывают более 15 300 членов, рассеянных в основном в Гаване, Карденасе, Матансасе, Пинар-дель-Рио, Камагуэе, Тринидаде, Сьенфуэгосе, Санта- Кларе, Сантьяго-де-Куба и Гуантанамо. Они прибыли из Виго в порт Гаваны между 1821 и 1877 годами, спасаясь от голода и политического давления. Многие галисийцы, прибывшие на остров, позже переехали в Мексику и Соединенные Штаты между 1920-ми и 1940-ми годами .

## История
В XVIII и XIX веках небольшие контингенты эмигрировали на Кубу, иногда в условиях полурабства, чтобы заменить чернокожих на фабриках, с каждым разом все меньше из-за международных ограничений на торговлю.

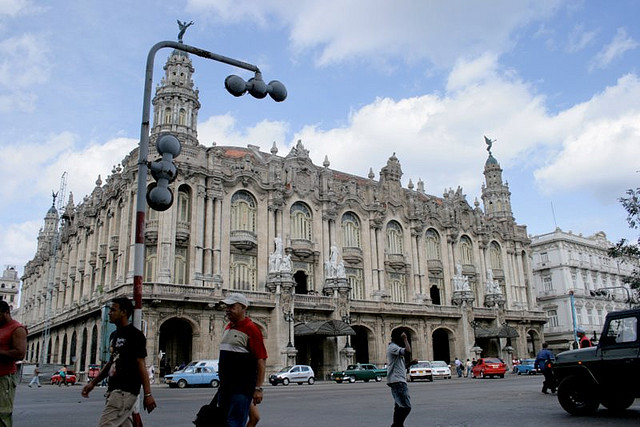
Галисийский центр Гаваны

В 1880-х годах регионализм превратился в галисизм и укоренился в колониях эмигрантов, особенно в процветающем галисийском центре Гаваны. Как и другие символы Галисии, такие как флаг, создание галисийского гимна было результатом эмиграции. В 1907 году Хосе Фонтенла Леаль поручил Мануэлю Курросу Энрикесу (одному из величайших представителей галисийского возрождения, жившему в Гаване) написать текст, а Хосе Кастро «Чане» — музыку, но Куррос не смог быстро сочинить текст, и Фонтенла решил выбрать стихотворение Пондала на музыку Вейги. Премьера состоялась 20 декабря 1907 года в Галисийском центре в Гаване (сегодня это Большой театр Гаваны), и до 1923 года её пели регионалисты и аграрии в своих выступлениях, постепенно закрепившись как символ Галисии. Когда использование гимна было запрещено во время диктатуры Мигеля Примо де Риверы, галисийские общества Америки усилили свой интерес к его публичному исполнению. С приходом Второй республики он получил официальное признание.
Когда галисийцы стали селиться на острове, они стали работать как в сельской местности, так и в городе Гавана. Был построен галисийский центр Гаваны, внутри которого располагался очень большой театр, и именно в Гаване в 1924 году впервые прозвучал галисийский гимн под названием Os Pinos (Сосны).
Отец Фиделя Кастро, Анхель Кастро Аргис, был галисийцем, а именно из Ланкары в провинция Луго.